# 美國陸軍航空軍
美國陸軍航空軍（簡記為USAAF）是美國空軍的前身，1941年由美國陸軍航空兵團改組而成。第二次世界大戰期間，為世界上規模最大的軍事航空部隊。在1944年的全盛時期，擁有編制240萬員、近8萬架飛機及783個常設基地。
1941年，原陸軍航空軍司令兼陸軍副參謀長亨利·阿諾德任陸軍航空軍首任司令（Chief of Army Air Forces）。在1942年3月9日的軍事改組中，陸軍航空部隊、陸軍地面部隊、陸軍後勤部隊成為美國陸軍三大組成部分。阿諾德任改組後陸軍航空軍司令（Commanding General, Army Air Forces）。1944年，阿諾德晉五星上將。1946年，卡爾·史帕茲繼任為陸軍航空軍司令。
二次大戰後，陸軍航空軍開始復員，規模大幅縮減。1947年9月18日，美國空軍成為與美國陸軍、美國海軍對等的獨立軍種，由空軍部、空軍參謀部和作戰單位組成。史帕茲為首任空軍參謀長。

## 沿革
- 美國陸軍通訊兵航空科（Aeronautical Division, U.S. Signal Corps） - 1907年8月1日–1914年7月18日
- 美國陸軍通訊兵航空處（Aviation Section, U.S. Signal Corps） - 1914年7月18日–1918年5月20日
- 軍事航空處（Division of Military Aeronautics） - 1918年5月20日–1918年5月24日
- 美國陸軍航空勤務隊（United States Army Air Service） - 1918年5月24日–1926年7月2日
- 美國陸軍航空兵團（United States Army Air Corps） - 1926年7月2日–1941年6月20日
- 美國陸軍航空軍（United States Army Air Forces） - 1941年6月20日–1947年9月18日
- 美國空軍（U.S. Air Force） - 1947年9月18日–現在

## 下轄航空隊
- 第1航空隊（美國東北航空軍區）
- 第2航空隊（美國西北航空軍區）
- 第3航空隊（美國東南航空軍區）
- 第4航空隊（美國空運司令部）

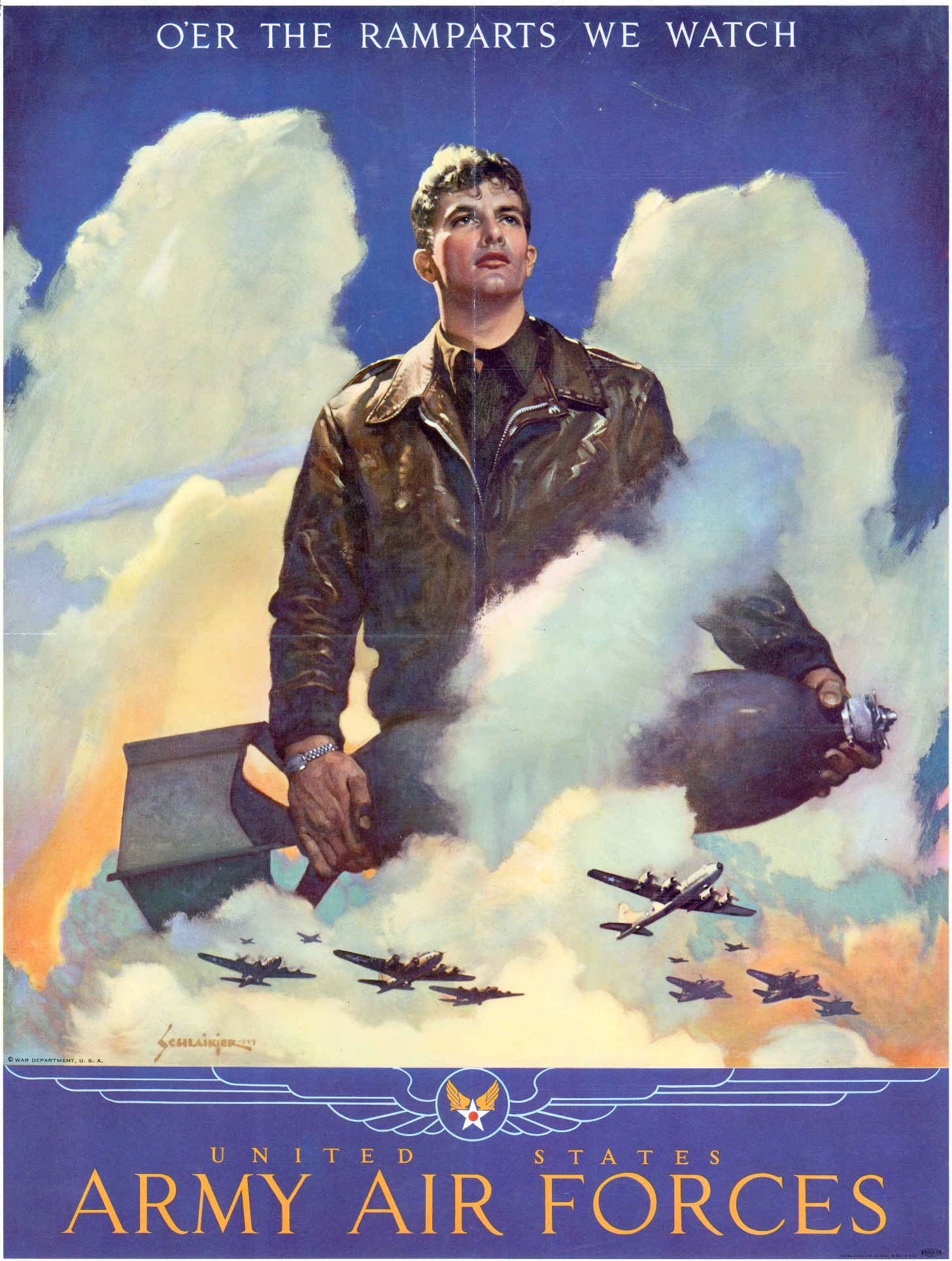
美國陸軍航空軍招募海報。

- 第5航空隊（西南太平洋－澳大利亞、菲律賓）
- 第6航空隊（加勒比海及中美洲）
- 第7航空隊（中太平洋及夏威夷）
- 第8航空隊（歐洲－英國）
- 第9航空隊（中東、西北歐及中歐）
- 第10航空隊（中緬印戰區）
- 第11航空隊（阿拉斯加）
- 第12航空隊（地中海）
- 第13航空隊（南太平洋 - 新喀里多尼亞、新幾內亞、菲律賓）
- 第14航空隊（中國）
- 第15航空隊（地中海、歐洲－義大利）
- 第20航空隊（西太平洋－關島）

## 飛機

### 轟炸機

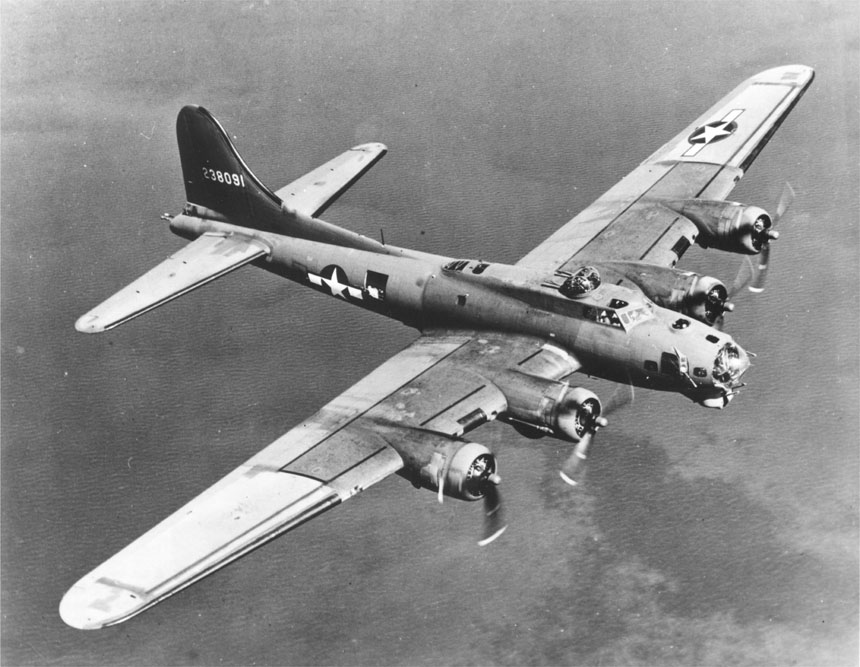
B-17空中堡壘式轟炸機，美國陸軍航空軍。

- B-17空中堡壘式轟炸機
- B-18大刀式轟炸機
- B-24解放者式轟炸機
- B-25米契爾式轟炸機
- B-26劫掠者式轟炸機
- B-29超級堡壘轟炸機
- B-32統治者式轟炸機
- B-34 Ventura
- A-20浩劫攻擊機
- SBD無畏式俯衝轟炸機
- A-26侵略者式轟炸機
- A-36阿帕契式轟炸機

### 戰鬥機

第361戰鬥大隊的P-51野馬戰鬥機，1944年。

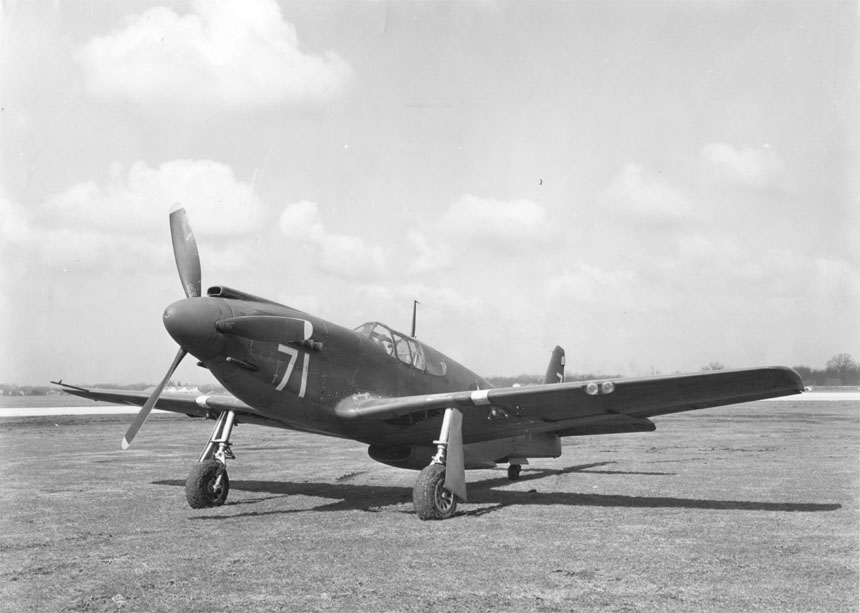
P-51最獨特的衍生型：A-36A俯衝轟炸機

- P-26戰鬥機
- P-35戰鬥機
- P-36戰鬥機
- P-38閃電式戰鬥機
- P-39戰鬥機
- P-40戰鷹戰鬥機
- P-47戰鬥機
- P-51戰鬥機

- P-59戰鬥機
- P-61戰鬥機
- F-80戰鬥機
- 噴火戰鬥機

### 偵察機
- 北美O-47偵察機
- 蚊式轟炸機

### 運輸機
- C-43旅行者式運輸機
- C-45探險者式運輸機
- 寇蒂斯C-46突擊隊員
- 道格拉斯C-47空中火車
- C-54空中霸王運輸機
- 洛克希德C-56北極星

### 教練機
- AT-6德州佬
- AT-11 Kansan
- AT-18哈德遜
- AT-17 Bobcat
- AT-21 Gunner
- BT-13勇敢的人
- PT-13西点军校生
- PT-16
- PT-19

### 通用勤務機
- OA-10卡特琳娜
- UC-61 Argus
- UC-64 Norseman
- CG-4 Waco
- Airspeed Oxford
- Airspeed Horsa

## 外部連結
- Air Force History Overview （页面存档备份，存于）
- U.S. Army Air Forces in World War II: Combat Chronology 1941–1945
- Air Power:The United States Air Force
- A Guide to United States Air Force Lineage and Honors
- Army Air Forces Aircraft: A Definitive Moment
- AAFCollection.info （页面存档备份，存于） Historical Army Air Forces training manuals and class books
- Organization of USAAF on the eve of WWII （页面存档备份，存于）